# Suphan Buri
Suphan Buri (in Thai สุพรรณบุรี) ist die Hauptstadt der Provinz Suphan Buri. Die Provinz Suphan Buri liegt im westlichen Teil von Zentralthailand.
Suphan Buri liegt im Landkreis (Amphoe) Mueang Suphan Buri. Es hat seit 1935 den Verwaltungsstatus einer „Stadt-Kommune“ (Thesaban Mueang) und hatte im Jahr 2013 26.164 Einwohner.

## Geographie
Suphan Buri liegt etwa 90 Kilometer nordwestlich von Bangkok am Mae Nam Tha Chin (Tha-Chin-Fluss). Von der alten Stadt sind auf dem rechten Ufer noch Reste vorhanden, die moderne Stadt liegt auf dem linken Ufer.
Der größte Fluss des Landkreises ist der Mae Nam Tha Chin (Tha-Chin-Fluss), lokal auch Mae Nam Suphan (Suphan-Fluss) genannt.

## Geschichte
Suphan Buri ist eine sehr alte Stadt, die bereits in alten buddhistischen Chroniken erwähnt wurde. Manche Historiker vermuten, dass sich hier das legendäre Suvarnabhumi befunden haben soll. Die Stadt wurde wahrscheinlich in der Dvaravati-Zeit zwischen 877 und 882 am linken Ufer des Mae Nam Tha Chin mit dem Namen Phanchum Buri gegründet. Spätere Herrscher verlegten die Stadt auf das andere Ufer des Flusses und nannten sie Song Phan Buri (Stadt der 2000), da gleichzeitig 2000 Beamte zu Mönchen ordiniert wurden.
Da König U Thong, der Gründer des Königreiches Ayutthaya, wahrscheinlich hierher familiäre Bindungen hatte, nannte er sie in „U-Thong Buri“ oder kurz „U-Thong“ um. Gleichzeitig verlegte er die Stadt auf eine Stelle südwestlich des Thachin. Kurze Zeit später bekam sie von König Borommaracha I. (Pha-Ngua) ihren heutigen Namen Suphan Buri.
Suphan Buri ist in seiner Geschichte immer eine Grenzstadt gewesen, in der Nähe fanden bis hinein in die Rattanakosin-Ära viele Kämpfe zwischen Siam und Birma statt. König Mongkut schließlich konnte die einzelnen Siedlungen vereinigen und auf das östliche Ufer des Thachin verlegen, wo sie noch heute ist.
In der Neuzeit hat der ehemalige Premierminister Banharn Silpa-archa, der hier auch geboren wurde, die Stadtentwicklung entscheidend beeinflusst. Ihm wurde während seiner Regierungszeit vorgeworfen, etwa 90 % des nationalen Budgets für seine Heimatprovinz ausgegeben zu haben. Dementsprechend trägt jede neue Infrastruktur-Entwicklung seinen Namen: sieben neue Schulen bekamen den passenden Namen „Banharn-Jaemsai 1“, „Banharn-Jaemsai 2“ usw. (Jaemsai ist der Name seiner Frau), im heutigen Stadtzentrum erhebt sich der 123 m hohe „Banharn Tower“, in der Nähe steht der „Banharn Uhrturm“ und die breiten aber verkehrsarmen Straßen können über zahlreiche „Banharn-Jaemsai Fußgängerbrücken“ sicher überquert werden.

## Wirtschaft
Im Amphoe Mueang, also im Kreis der Provinzhauptstadt, werden hauptsächlich Korbflechtwaren hergestellt. Verkauft werden aber auch Möbel und Gebrauchsgegenstände aus Bambus, die im Amphoe Bang Pla Ma hergestellt und von dort aus in alle Welt exportiert werden.

## Sehenswürdigkeiten

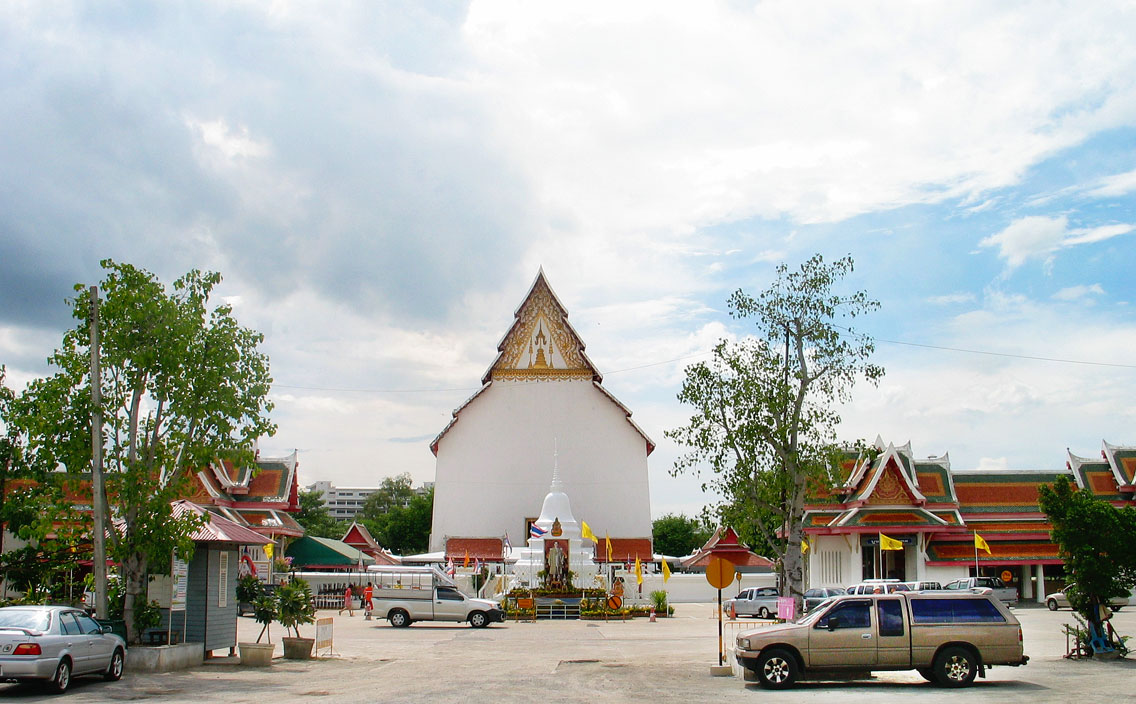
Wat Pa Lelai
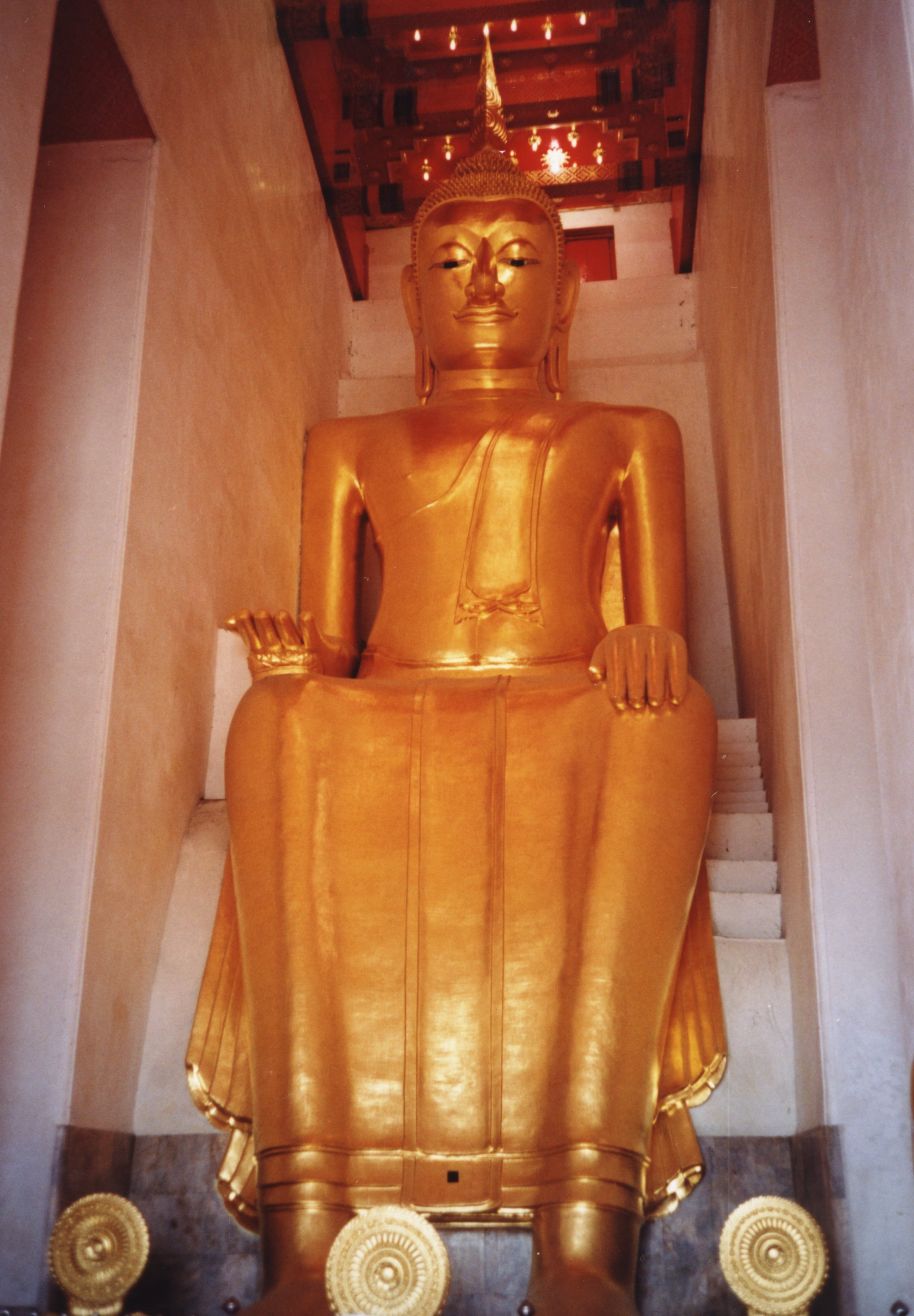
Luang Pho To im Wat Pa Lelei
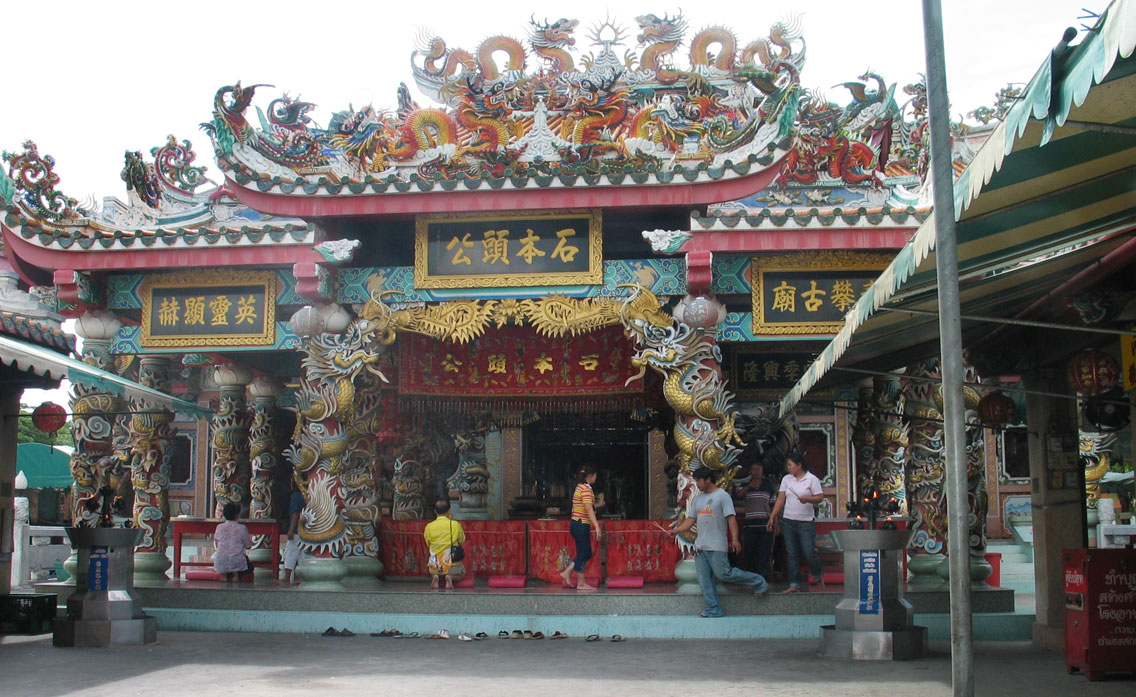
Lak Müang (Stadtsäule) von Suphan Buri (Koord.:
14° 28′ 43″ N, 100° 6′ 39″ O)
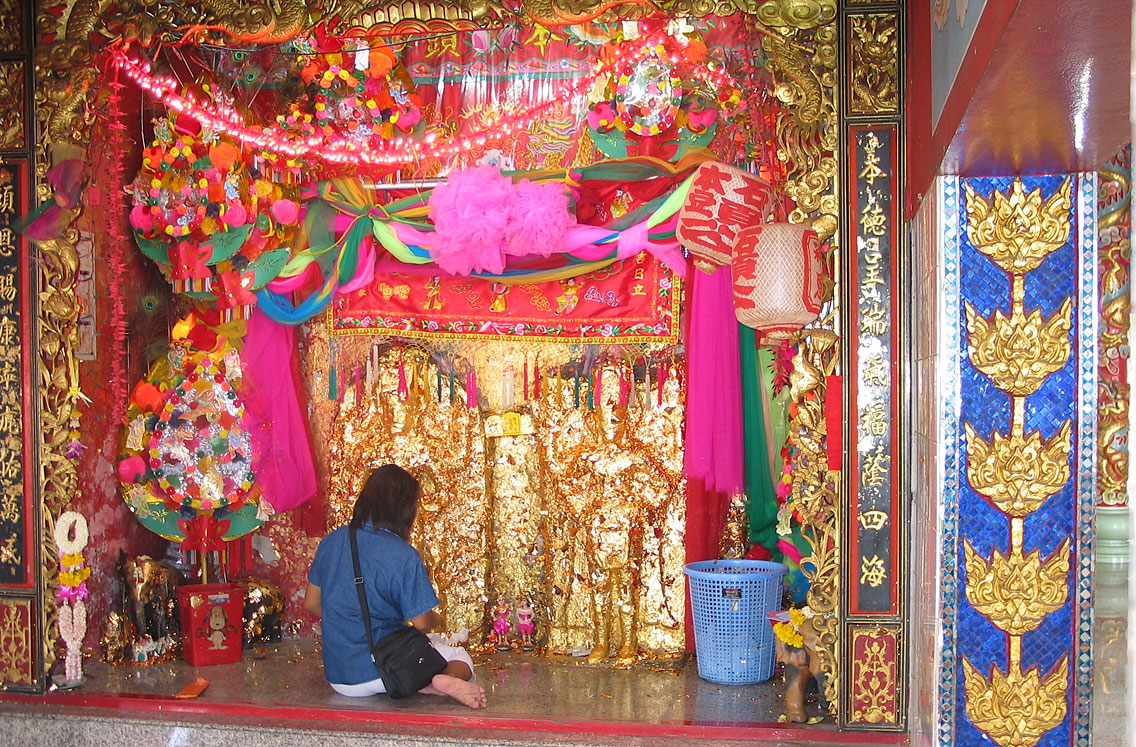
Der Lak-Müang-Schrein

- Wat Pa Lelai liegt am rechten Flussufer des Mae Nam Tha Chin. Der Tempel wurde seit den Zeiten von König U Thong häufig verändert. Sehenswert ist die riesige, in westlicher Art sitzende (pralambanasana)  Buddha-Statue im Ayutthaya-Stil. In der Umgebung sind zahlreiche zerfallene Chedis zu sehen, Überreste aufgegebener Tempel aus der Ayutthaya-Zeit. Wat Pa Lelai ist übrigens Schauplatz einer Episode des berühmten thailändischen Epos Khun Chang Khun Phaen[1].
- Wat Phra Non (Tempel des ruhenden Buddha), kleiner Tempel (Wat) im Norden der Stadt direkt am Mae Nam Tha Chin mit ungewöhnlicher, liegender Buddha-Statue.
- Fisch-Schutzgebiet Wat Phra Non (อุทยานมัจฉาวัดพระนอน, Koord.: 14° 30′ 24″ N, 100° 7′ 10″ O) – Touristen können hier von einem am Wat Phra Norn im Tha Chin verankerten Ponton tausende von Fischen füttern, darunter Tausenddollarfische (Chitala ornata), Wallago Welse (Wallago attu) und Haiwelse (Pangasius larnaudii).
- Wat Phra Sri Rattana Mahathat, angeblich mehr als 600 Jahre alter Tempel im Westen der Stadt mit einem alten Khmer-Prang und ungewöhnlich positionierten Zwillings-Wihan.

## Persönlichkeiten
- Ratchanat Arunyapairot (* 1996), Fußballspieler
- Jatsada Boonruengrod (* 1979), Fußballspieler
- Pisan Dorkmaikaew (* 1984), Fußballspieler
- Pumpuang Duangjan (1961–1992), Luk-Thung-Sängerin
- Pairote Eiam-mak (* 1992), Fußballspieler
- Narong Jansawek (* 1986), Fußballspieler
- Peeranat Jantawong (* 2000), Fußballspieler
- Chatchai Koompraya (* 1984), Fußballspieler
- Saranyawat Naprasert (* 2006), Fußballspieler
- Anuwat Noicheunphan (* 1988), Fußballspieler
- Kiattisak Pimyotha (* 1995), Fußballspieler
- Peerapong Punyanumaporn (* 1996), Fußballspieler
- Chinnapong Raksri (* 1995), Fußballspieler
- Panutach Rungjang (* 1998), Fußballspieler
- Sitthinan Rungrueang (* 2002), Fußballspieler
- Nanthiphat Samingnakorn (* 2006), Fußballspieler
- Rungroj Sawangsri (* 1981), Fußballspieler
- Anirut Suebyim (* 1990), Fußballspieler
- Thanawat Suengchitthawon (* 2000), thailändisch-französischer Fußballspieler
- Napat Thamrongsupakorn (* 1987), Fußballspieler
- Uphan Thongsong (* 1994), Fußballspieler
- Nattanai Dajaroen (* 2006), Fußballspieler
- Jukkree U-ta (* 2006), Fußballspieler